# Eriococcus ironsidei
Eriococcus ironsidei är en insektsart som beskrevs av Williams 1973. Eriococcus ironsidei ingår i släktet Eriococcus och familjen filtsköldlöss. Inga underarter finns listade i Catalogue of Life.